# Zoltán Molnár
Zoltán Molnár (19 de janeiro de 1971) é um ex-futebolista profissional húngaro que atuava como meia.

## Carreira
Zoltán Molnár representou a Seleção Húngara de Futebol nas Olimpíadas de 1996.